# غندم نان
غندم‌ نان هي قرية في مقاطعة خدا أفرين، إيران. عدد سكان هذه القرية هو 41 في سنة 2006.